# Лондонська вулиця
Ло́ндонська ву́лиця — вулиця в Солом'янському районі міста Києва, житловий масив Першотравневий. Пролягає від Чоколівського бульвару до вулиці Джохара Дудаєва та вулиці Єреванської.
Прилучається вулиця Івана Світличного.

## Історія
Вулиця виникла у 1950-ті роки під назвою Нова, з 1957 року — П'ятихатська. 1958 року отримала назву Пітерська вулиця, на честь Санкт-Петербурга.
Сучасна назва на честь міста Лондон, столиці Великої Британії — з серпня 2022 року.

## Установи
- № 5 а — Фінансово-правовий коледж КНУ ім. Т. Г. Шевченка;
- № 12 — Управління освіти Солом'янського району;
- № 16 — відділення зв'язку № 87.